# Pinecrest (Californië)
Pinecrest is een gehucht in de Amerikaanse staat Californië. Het ligt in een bosrijke meadow op de westflank van de Sierra Nevada in Tuolumne County. Ten oosten ervan liggen Lake Pinecrest, een klein stuwmeer dat populair is voor waterrecreatie, en het wintersportgebied Dodge Ridge. De United States Forest Service beheert de streek als het Stanislaus National Forest.

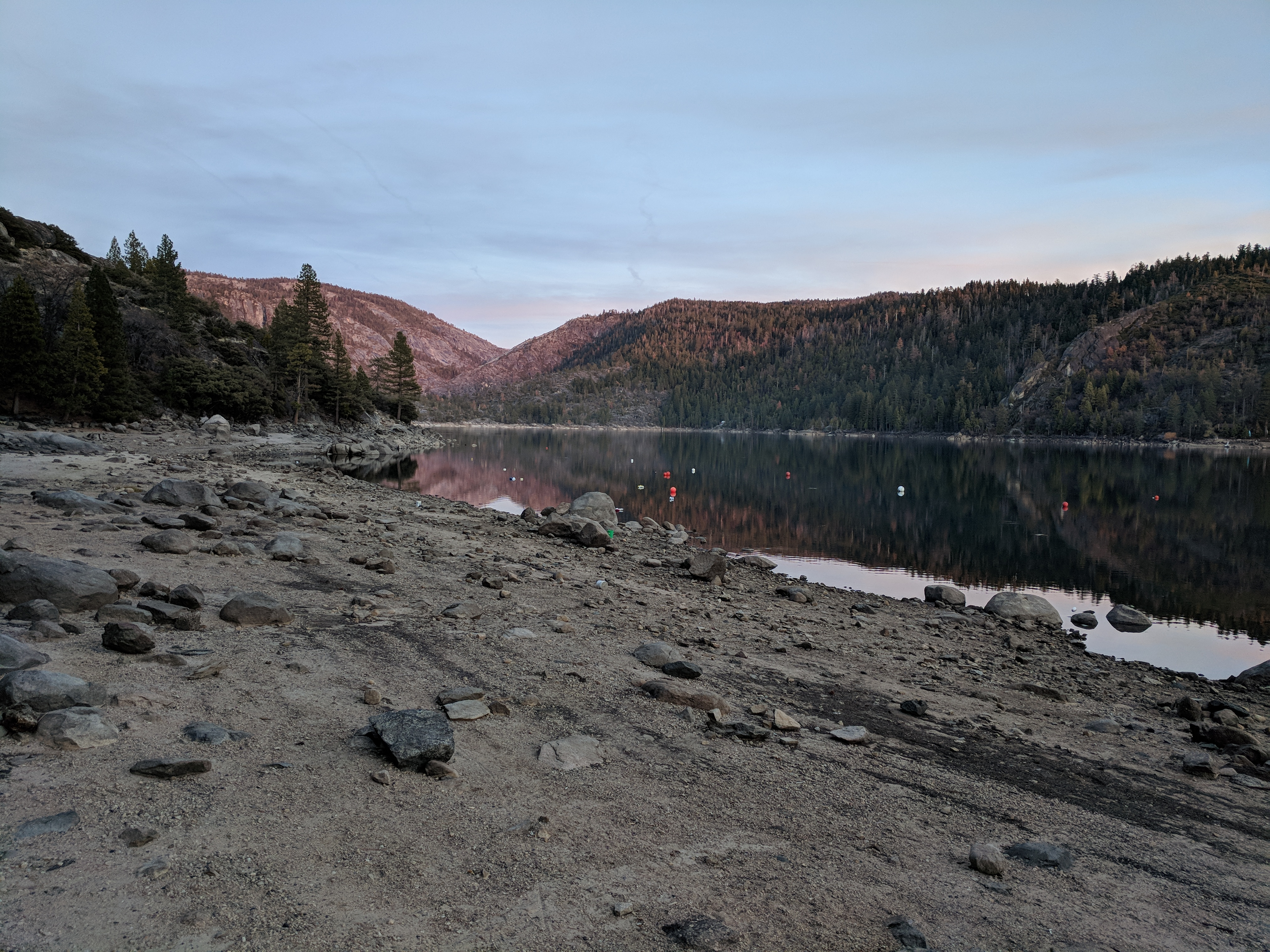
Pinecrest Lake

De inheemse inwoners waren Miwok-indianen. In 1916 werd de Strawberry Dam voltooid voor watervoorziening en om elektriciteit op te wekken. Sinds 1917 is er een postkantoor in het dorp. Pinecrest heette tot de jaren 1960 Strawberry Flat.
Anderhalve kilometer ten noordwesten van Pinecrest ligt het gehucht Strawberry. Beide worden ontsloten door de California State Route 108.